# Philonthus binotatus
Philonthus binotatus är en skalbaggsart som först beskrevs av Johann Ludwig Christian Gravenhorst 1802.  Philonthus binotatus ingår i släktet Philonthus, och familjen kortvingar. Arten är reproducerande i Sverige.